# Bosvergeet-mij-nietje
Het bosvergeet-mij-nietje (Myosotis sylvatica) is een plant met blauwe bloemen uit de ruwbladigenfamilie (Boraginaceae). 

## Voorkomen
De soort komt voor in gematigde en koudere streken in Europa, Azië en Noord-Afrika, het meest in gebergten in Midden- en Zuidwest-Azië en Zuid- en Centraal-Europa. Ze is ingeburgerd in Noord-Amerika, kleine delen van Australië en in Nieuw-Zeeland.
In Nederland is de plant in het wild vrij algemeen in Zuid-Limburg en zeldzaam in het zuidoosten van het land. In Vlaanderen vrij algemeen in de Leemstreek en de Voerstreek en vrij zeldzaam in het Maasgebied. Buiten de genoemde streken komt de soort vrijwel alleen verwilderd voor.

## Beschrijving
Het bosvergeet-mij-nietje is tweejarig (soms meerjarig) en vraagt een losse, humusrijke grond op een zonnige plaats. De plant wordt ongeveer 15-20 cm hoog. De bloeitijd is van april tot augustus. Vanuit de korte wortelstok komen rechtopstaande, stijve, enigszins kantige, al of niet-vertakte, dicht-ruwbehaarde stengels. De bladen zijn langwerpig, min of meer spits en ruwbehaard. De onderste zijn spatelvormig, gesteeld en vormen een bladrozet, de bovenste zijn zittend met bredere voet.
De bloemen variëren in grootte van 5-8 mm. Ze zijn iets geurend en staan in bladloze ongevorkte bijschermen. De kelk is klein en heeft gekromde haren. De vrucht is glad en rondachtig. De soort is tweejarig en overblijvend.

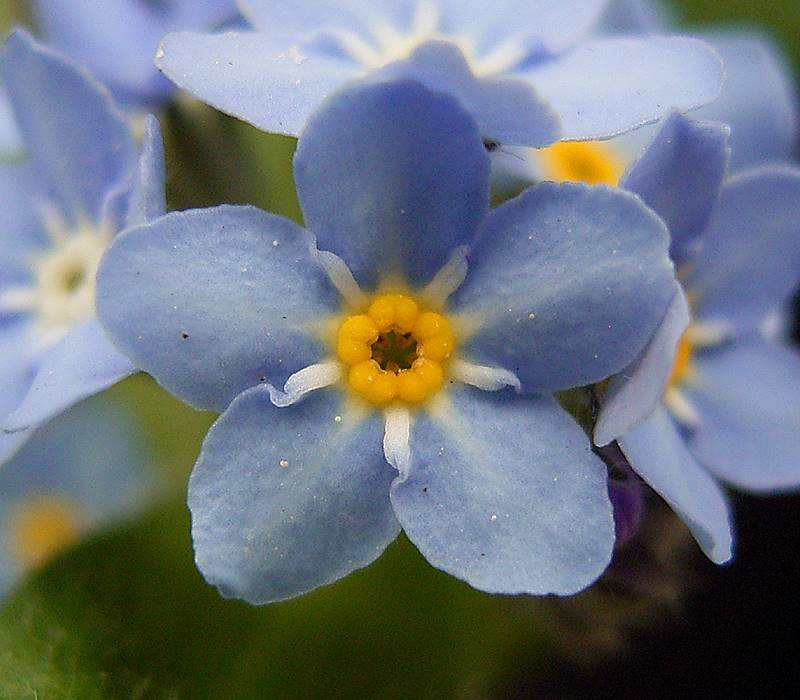
Bloem

Na de zaadvorming sterft de plant af. Hij zaait zich echter zeer gemakkelijk uit en kan dan overal in de tuin weer opkomen. Het zaad is zeer kort kiemkrachtig, minder dan een jaar. In een gram zaad zitten ongeveer 1200 zaden.

## Tuin
Bosvergeet-mij-nietje is een algemeen voorkomende tuinplant. Er zijn ook vormen met witte en rozerode bloemen voor, en cultivars met meer dan vijf kroonslippen en met min of meer gevulde bloemen. Deze verwilderen vaak. Het bosvergeet-mij-nietje lijkt sterk op het akkervergeet-mij-nietje (Myosotis arvensis).

## Plantengemeenschap
Het bosvergeet-mij-nietje is een kensoort voor de klasse van eiken- en beukenbossen op voedselrijke grond.